# 인빅투스
인빅투스(Invictus)는 빅토리아 시대 영국 시인 윌리엄 어니스트 헨리(William Ernest Henley, 1849–1903)의 짧은 시이다. 1875년에 작성되었고 1888년 그의 첫 번째 시집인 Book of Verses의 삶과 죽음(메아리) 섹션에 출판되었다.

## 배경

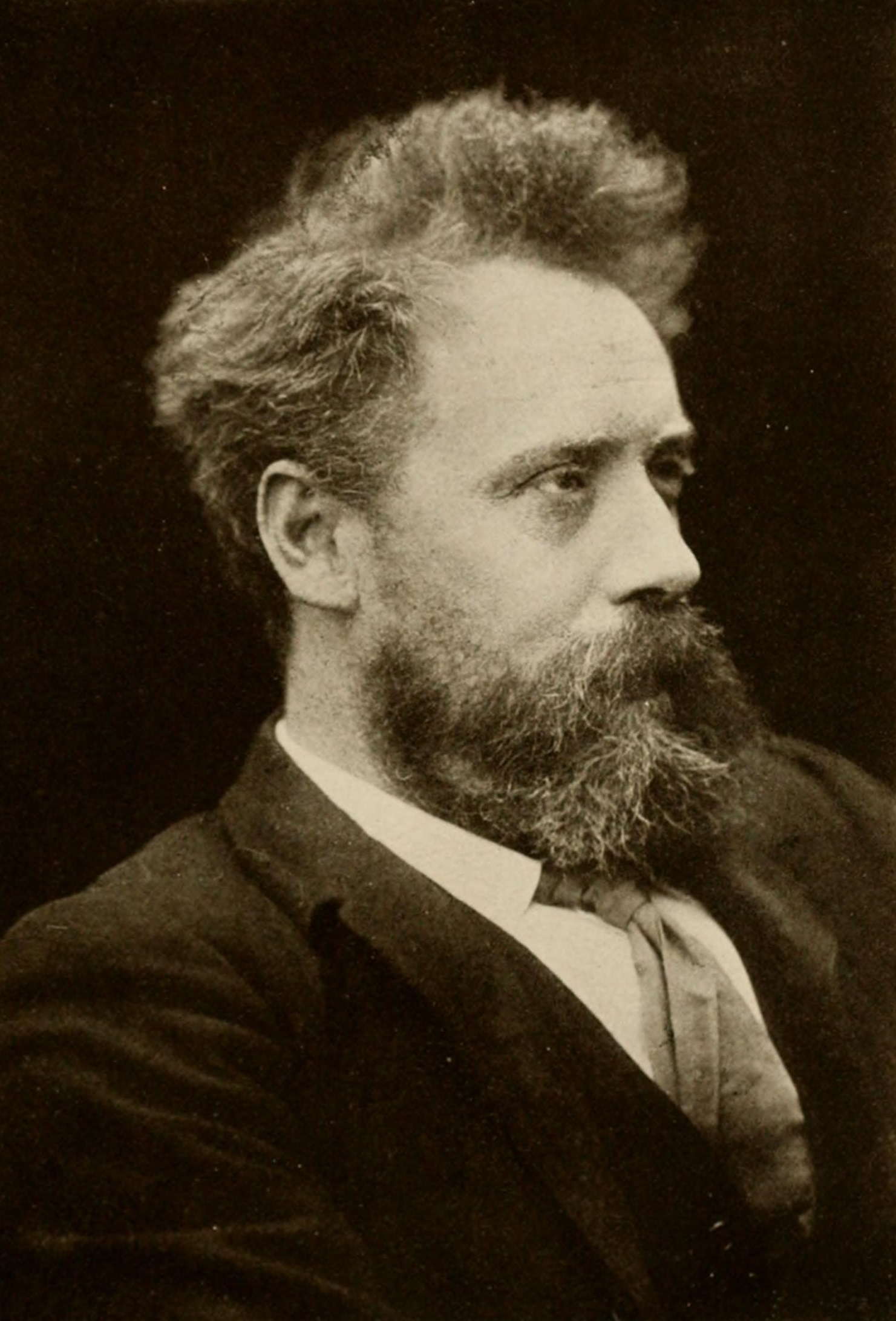
윌리엄 어네스트 헨리

헨리가 16세였을 때 그는 결핵으로 인한 합병증으로 인해 왼쪽 다리를 절단해야 했다. :161870년대 초, 그는 마게이트에서 다른 쪽 다리의 문제에 대한 치료를 받은 후 유사한 절차가 필요하다는 말을 들었다.
그러나 그는 1873년 8월 에든버러로 여행하여 저명한 영국 외과 의사인 조셉 리스터(Joseph Lister)에게 치료를 받기로 결정했다.:17–18 그는 여러 번의 수술로 헨리의 남은 다리를 구할 수 있었던 사람이었다. 의무실에서 회복하는 동안 헨리는 후에 인빅투스라는 시가 된 구절을 쓸 때 나온 감동을 받았다. 그의 시 인빅투스는 "뻣뻣한 윗입술"이라는 관용구로 표현되는, 빅토리아 시대 금욕주의의 환기, 대중 문화가 영국의 성격 특성으로 표현한 자기 수양과 역경 속에서의 강인함을 드러내는 문화적 시금석으로 남아 있다.

## 시 원문
Out of the night that covers me

Black as the pit from pole to pole,

I thank whatever gods may be

For my unconquerable soul.

In the fell clutch of circumstance,

I have not winced nor cried aloud.

Under the bludgeonings of chance

My head is bloody, but unbowed.

Beyond this place of wrath and tears

Looms but the Horror of the shade,

And yet the menace of the years

Finds, and shall find, me unafraid.

It matters not how strait the gate,

How charged with punishments the scroll,

I am the master of my fate

I am the captain of my soul.

## 분석
라틴어로 "정복되지 않은"을 의미하는 시 인빅투스는 생생한 이미지로 가득 찬 깊은 묘사의 작품이다. 4연과 16행, 각각 8음절로 이루어진 이 시는 다소 복잡하지 않은 구조를 가지고 있다. 이 시는 역경에 직면한 의지력과 강인함이라는 주제로 가장 잘 알려져 있으며, 그 중 대부분은 오늘날 많은 절단 환자에게 할당된 끔찍한 운명인 괴저와 죽음에서 비롯되었다.
각 연은 윌리엄 어니스트 헨리의 어린 시절과 리스터의 도움 아래 20개월이 넘는 기간 동안의 인내와 두려움에 대해 상당한 주의를 기울이다. 두 번째 연에서 헨리는 "나는 움찔하거나 큰 소리로 울지 않았다. "라고 말하면서 결핵과의 투쟁으로 정의되는 어린 시절을 통해 그를 도왔던 힘을 언급한다. 네 번째 연에서 헨리는 각 개인의 운명이 자신이 직면한 장애물이나 다른 세속적 힘의 자비가 아니라 자신의 관할 아래 있다는 사실을 암시한다.
인빅투스를 분석하는 데 시간을 들인 사람들은 또한 이 작품에 존재하는 종교적 주제에 주목했다. 시작 줄의 어두운 설명 중 많은 부분이 지옥을 언급한다는 데 동의한다. 이 시의 네 번째 연은 마태복음 7:14에서 말하는 킹 제임스 성경의 구절(Because strait is the gate, and narrow is the way, which leadeth unto life, and few there be that find it)을 암시한다.
인내와 결단력에 대한 헨리의 인상적인 말에도 불구하고 그도 걱정스러웠다. 가까운 동료에게 보낸 편지에서 윌리엄 어니스트 헨리는 나중에 자신의 다리 상태에 대한 질문을 받았을 때 "내 행군 기간이 끝났다고 생각한다"라고 털어 놓았다.

## 출판 이력
Book of Verses의 두 번째 판에는 성공적인 스코틀랜드 밀가루 상인이자 제빵사이자 문학 후원자인 로버트 토마스 해밀턴 브루스(Robert Thomas Hamilton Bruce)에 대한 언급인 "To R. T. H. B."라는 헌사가 추가되었다. 브루스의 죽음 이후에 출판된 헨리의 시 1900년 판은 "I. M. R. T. Hamilton Bruce(1846–1899)"로 헌사를 변경했으며, 여기서 I. M. 은 "기억에(in memoriam)"라는 뜻이다.

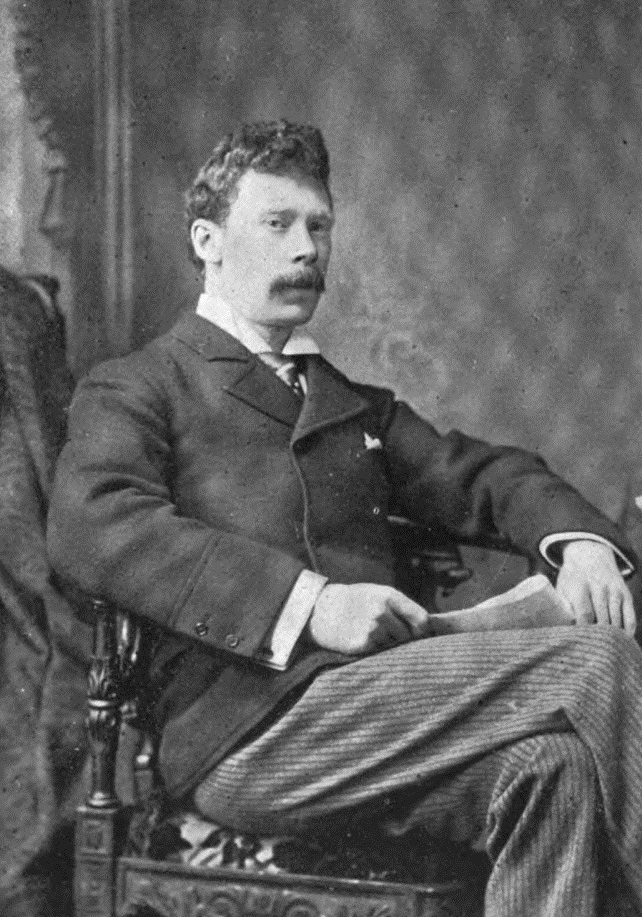
인빅투스라는 제목을 만든 편집자 Arthur Quiller-Couch

### 제목
이 시는 1888년 그의 첫 번째 시집인 Book of Verses에서 제목 없이 출판되었지만, 나중에 다음과 같은 다양한 제목으로 19세기 신문에 재인쇄되었다.
- "Myself"[13]
- "Song of a Strong Soul"[14]
- "My Soul"[15]
- "Clear Grit"[16]
- "Master of His Fate"[17]
- "Captain of My Soul"[18]
- "Urbs Fortitudinis"[19]
- "De Profundis"[20]

이 시가 Oxford Book of English Verse(1900)에 포함되었을 때 편집자 Arthur Quiller-Couch가 지금 통용되는 제목인 "인빅투스"를 사용했다.

## 사용 예 및 인용

### 역사
- 1941년 9월 9일 하원 연설에서 윈스턴 처칠은 시의 마지막 두 줄을 인용했다. "우리는 여전히 우리 운명의 주인이다. 우리는 여전히 우리 영혼의 선장이다.(We are still masters of our fate. We still are captains of our souls)"[23]
- 넬슨 만델라는 로벤 섬 감옥에 수감되어 있는 동안 다른 수감자들에게 이 시를 낭송했고, 이 시가 주는 자제력의 메시지에 힘을 얻었다.[24][25]
- 버마의 야당 지도자이자 노벨 평화상 수상자[26] 아웅산수찌는 다음과 같이 말했다. "이 시는 독립 투쟁 중에 아버지인 아웅산과 그의 동시대인들에게 영감을 주었고, 다른 시대에 다른 지역의 자유 투사들에게도 영감을 준 것 같습니다.(This poem had inspired my father, Aung San, and his contemporaries during the independence struggle, as it also seemed to have inspired freedom fighters in other places at other times.)"[27]
- 이 시는 베트남 전쟁 당시 미국 전쟁 포로들에 의해 읽혀졌다. 제임스 스톡데일은 동료 수감자 David Hatcher로부터 화장지에 쥐똥으로 쓰여진 마지막 연을 전달받은 것을 회상한다.[28]
- 2005년 7월 7일 런던 폭탄 테러 이후 데일리 미러는 "피투성이지만 굴복하지 않은(bloody, but unbowed)"이라는 문구를 헤드라인으로 사용했다.[29]
- 이 시의 마지막 연은 버락 오바마 미국 대통령이 남아프리카에서 열린 넬슨 만델라 추모식(2013년 12월 10일) 연설 말미에서 인용했으며 2013년 12월 14일자 이코노미스트의 표지에 실렸다.[30]
- 오클라호마시티 폭탄 테러의 티머시 맥베이가 처형 전 마지막 진술로 선택했다.[31][32][33] 2019년 뉴질랜드 크라이스트처치 모스크 총격 사건의 가해자도 이 시를 인용했다.[34]
- 그의 여동생에 따르면 민권 운동가가 되기 전에 존 루이스 하원의원은 10대 때 이 시를 낭송했고 평생 영감을 얻기 위해 이 시를 계속 언급했다.[35]

### 문학
- 1897년 오스카 와일드의 De Profundis 편지에서 그는 "나는 더 이상 내 영혼의 선장이 아니었다"고 회상한다.
- 그의 초기 자서전 작품 The Pilgrim's Regress (1933)의 5권 3장("The Self-Sufficiency of Vertue")에서 C. S. 루이스는 마지막 두 줄의 인용문을 포함했다(Vertue라는 캐릭터로 의역). "나는 나 자신을 누구의 명령에도 따르게 할 수 없다. 나는 내 영혼의 선장이자 내 운명의 주인이어야 한다. 하지만 당신의 제안에 감사드린다(I cannot put myself under anyone's orders. I must be the captain of my soul and the master of my fate. But thank you for your offer)."
- W. E. B. 듀보이스의 The Quest of the Silver Fleece에서 마지막 연은 한 캐릭터에서 다른 캐릭터에게 익명으로 전송되어 남성성에 대한 시험에 직면하여 강하게 유지하도록 격려한다.
- 세이어스의 소설 Clouds of Witness(1926)에서 Peter Wimsey 경이 인용한 "bloody, but unbowed"라는 문구는 살인 혐의에 대해 형의 무죄를 입증하지 못한 것을 언급한다.[36]
- 시의 마지막 줄은 그웬 하우드(Gwen Harwood)의 1960년 시 "나는 내 영혼의 선장이다(I am the Captain of My Soul)"의 제목으로 사용되며, 제목의 선장에 대한 다른 관점을 제시한다.

### 영화
- 카사블랑카(1942)에서 르노 선장(클로드 레인스 분)은 릭 블레인(험프리 보가트 분)과 이야기할 때 시의 마지막 두 줄을 암송하며 카사블랑카에서의 그의 힘을 언급한다. 마지막 줄을 전달하는 동안 그는 게슈타포 장교 Strasser 소령의 보좌관에 의해 호출된다.[37]
- 킹스 로우(1942)에서 정신과 의사 Parris Mitchell(로버트 커밍스 분)은 친구 Drake McHugh(로널드 레이건 분)에게 인빅투스의 처음 두 연을 암송한 후, Drake에게 자신의 다리가 잔인한 의사에 의해 불필요하게 절단되었음을 밝혔다. .
- Sunrise at Campobello (1960)에서 캐릭터 Louis Howe(흄 크로닌 분)는 Franklin D. Roosevelt(랄프 벨러미 분)에게 시를 읽어준다. 낭송은 처음에는 가벼운 마음으로 부분적으로는 농담이었지만, 계속됨에 따라 두 사람은 루즈벨트의 중풍병과의 싸움에 대한 시의 중요성을 깨닫는 것처럼 보인다.
- 넬슨 만델라는 Invictus (2009)에서 럭비 월드컵 기간 동안 영감을 얻기 위해 남아공 럭비 국가대표팀의 주장인 프랑수아 피에나르에게 시 사본을 선물하는 모습으로 묘사되어 있다.
- 1910년 프랑스에서 행해진 시어도어 루즈벨트의 연설(Citizenship in a Republic)에서 발췌되었다.[38]
- 영화 빅쇼트(2015)의 25분 동안 사진에 "나는 내 운명의 주인이다: 나는 내 영혼의 선장이다"라는 마지막 두 대사가 나온다 .
- Star Trek: Renegades (2015)는 Lexxa Singh이 시를 낭송하고 감옥 벽에 글을 쓰는 것으로 시작된다.

### 텔레비전
- 아처의 두 번째 시즌, 5번째 에피소드 "The Double Deuce"(2011)에서 Woodhouse는 Reggie를 "헨리의 말에 따르면 '피투성이이지만 굴복하지 않은'"이라고 설명한다.
- TV 시리즈 블랙리스트, "Ian Garvey"의 5번째 시즌 8화에서 Raymond 'Red' Reddington(제임스 스페이더 분)은 Elizabeth Keen이 10개월 동안 혼수상태에서 깨어났을 때 시를 읽어준다.
- 원 트리 힐의 세 번째 시즌 6번째 에피소드 "Locked Hearts & Hand Grenades"(2006)에서 Lucas Scott(채드 머리 분)은 Haley James Scott(베서니 렌즈 분)과의 논쟁에서 이 시를 언급한다. 그의 심장 상태와 농구를 통해. 에피소드는 Lucas가 다양한 캐릭터를 시의 주제와 연결하는 일련의 이미지를 통해 전체 시를 읽는 것으로 끝난다.
- 뉴 암스테르담의 시즌 1, 에피소드 2, "Ritual"에서 Dr. Floyd Reynolds(Jocko Sims 분)는 동료 의사인 Dr. Lauren Bloom(재닛 몽고메리 분)과 대화하기 전에 수술을 위해 손을 준비하면서 이 시를 언급한다.
- The Lieutenant 시리즈의 에피소드 "Interlude"에서 주인공과 그가 반한 여자는 그녀가 가장 좋아하는 시라고 말한 후 함께 시를 낭송한다.

### 스포츠
- Jerry Kramer는 NFL 프로 풋볼 명예의 전당 헌액 연설에서 이 시를 낭송했다.[39]
- 인빅터스 게임(Invictus Games): 해리 왕자가 창설한 국제 패럴림픽 스타일의 멀티 스포츠 행사로 부상자, 부상자 또는 병든 군인과 관련 재향군인이 스포츠에 참여한다. 2014년 런던에서 열린 개막전을 앞두고 다니엘 크레이그, 톰 하디 등 연예인과 루이스 스미스, 이완 토마스 등 운동선수들이 홍보 영상에서 시를 낭독했다.[40][41]

### 게임
- 2012년 비디오 게임 매스 이펙트 3에서 애슐리 윌리엄스 중위는 두 번째 절을 낭송한다.
- Sunless Sea 게임은 현재 게임 상태의 백업을 생성할 권리를 포기한 플레이어를 위한 "Invictus 토큰"을 제공한다. 항목 텍스트에는 시의 마지막 두 줄이 포함된다.
- 이 시는 마이크로 소프트 엑스박스 원의 초기 광고에서 낭송되었다.
- 로보틱스;노츠 게임은 서문에서 시의 마지막 두 줄을 특징으로 한다.

### 음악
- "나는 내 운명의 주인이다. . . 나는 내 영혼의 선장이다"라는 문구는 위켄드가 피쳐링한 라나 달 레이의 노래 Lust for Life에 의역되어 있다. 가사는 "I"에서 "we"로 변경되어 관계를 암시한다.
- 벨기에 블랙/포크 메탈 밴드 Ancient Rites는 그들의 앨범 Rvbicon(루비콘 강의 라틴어 형식)에서 이 시를 사용한다.